# Bridgetown (Nova Scotia)
Bridgetown ist eine Stadt in Nova Scotia, Kanada. Die Stadt ist in der Verwaltungseinheit Annapolis Subd. B mit 3.707 Einwohnern eingegliedert. In der Stadt selbst leben 1.035 Einwohner.

## Geschichte
Die Gegend um Bridgetown war sowohl von Mi'kmaq-Indianern, Akadiern und Briten umkämpft. Die Schlacht von Bloody Creek im Jahr 1757 war eine der Vielen, die geschlagen wurden, um die Kontrolle über die Region zu erhalten. Als die Akadier von den Briten vertrieben wurden, kamen 1783 neue Siedler aus den amerikanischen Kolonien, Loyalisten, die der britischen Krone die Treue hielten. Sie gründeten die Stadt und bauten 1803 die erste Brücke über den Annapolis River. Kapitän James Crosskill aus England übernahm die Führung der Stadt und legte 1821 die Grenzen fest. Im Jahr 1822 erhielt die Stadt offiziell den Namen Bridgetown. Die Stadtrechte wurden ihr im Jahr 1897 verliehen.

## Wirtschaft
Im 19. Jahrhundert prägte der Schiffbau die Stadt. Heute lebt die Stadt von der Landwirtschaft und der Weiterverarbeitung ihrer Produkte. Ende September, zur Apfelernte, feiert die Stadt jedes Jahr das Bridgetown Ciderfest.

## Partnerstädte
- Bridgetown, Barbados, seit Juli 2004